# Texíguat (ort)
Texíguat är en ort i Honduras.   Den ligger i departementet El Paraíso, i den södra delen av landet, 50 km söder om huvudstaden Tegucigalpa. Texíguat ligger 350 meter över havet och antalet invånare är 1 012.
Terrängen runt Texíguat är huvudsakligen kuperad, men norrut är den bergig. Texíguat ligger nere i en dal. Runt Texíguat är det glesbefolkat, med 20 invånare per kvadratkilometer. Närmaste större samhälle är San Lucas, 12,1 km nordost om Texíguat. 